# Infern - Cant Vuitè

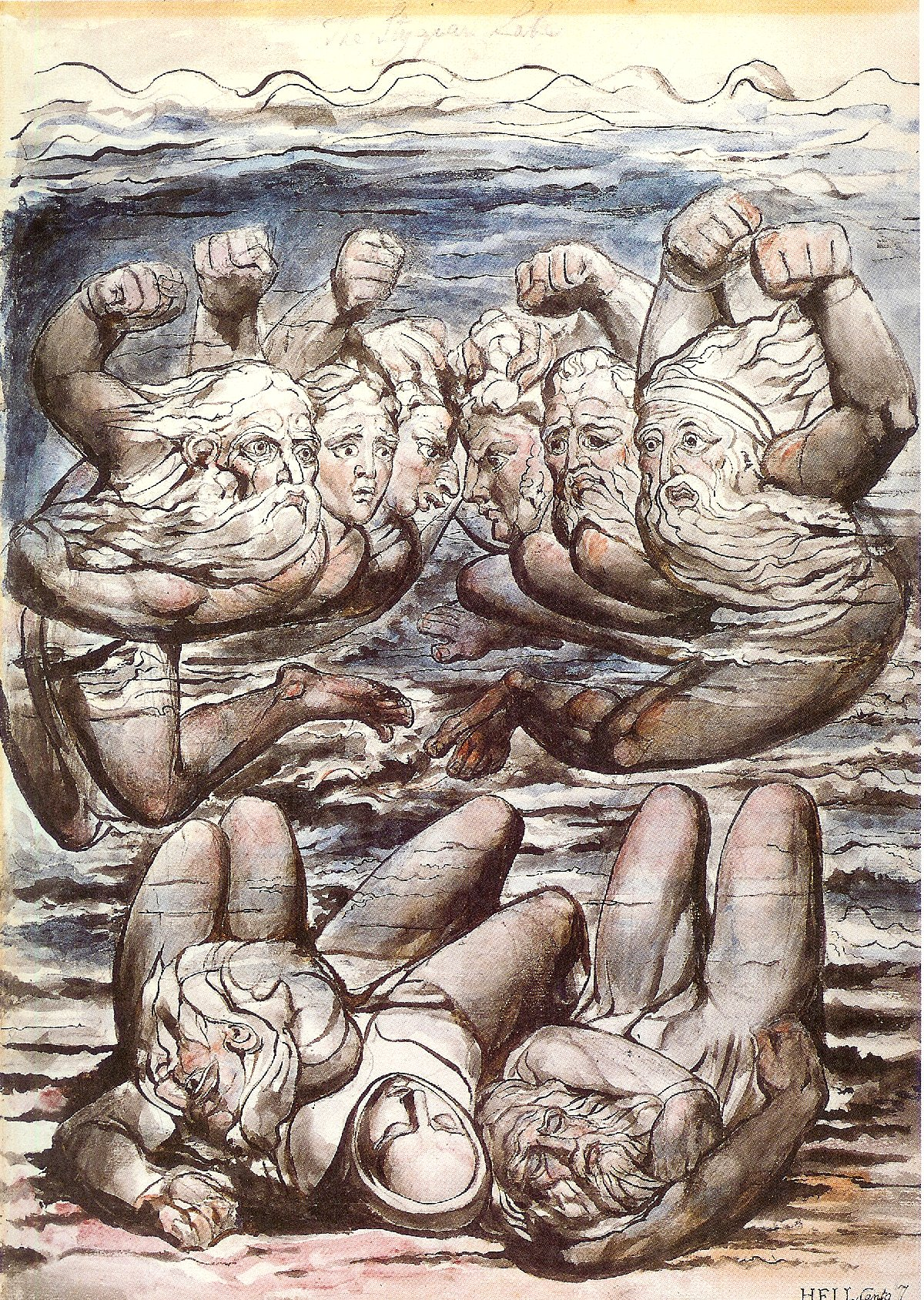
La lluita dels iracunds imaginada per William Blake

El cant vuitè de l'Infern de Dante Alighieri té lloc en el cinquè cercle, és a dir, no ens movem del cercle en què hem entrat en l'anterior cant. En ell són castigats els iracunds i els peresosos; estem en la nit entre el 8 i el 9 d'abril de 1300 (Dissabte Sant), o d'acord amb altres comentaristes entre el 25 i el 26 de març de 1300. El poeta i Virgili travessen la llacuna Estígia portats pel dimoni Flegiàs i després de discutir amb un condemnat iracund, esperit d'un florentí, Filippo Argenti al qual odia Dante, arriben a les portes de la Ciutat de Dite. A pesar dels esforços de Virgili perquè els deixin entrar, els dimonis guardians tanquen les portes i els deixen fora, amb el consegüent temor de Dante que proposa a Virgili de tornar enrere per sortir de l'Infern, però aquest el tranquil·litza dient-li que aviat vindrà algú que els obrirà la porta.

## Anàlisi del Cant

### Continuant, diré ...- v. 1
El cant comença amb un vers que ha donat lloc a moltes especulacions, "Continuant, diré..." ("Io dico, seguitando..."). El poeta, de fet,no reprèn la narració just on l'havia deixat al final del cant anterior, l'arribada al peu de la primera torre del pantà (o llacuna) Estígia, sinó una mica abans, quan els dos poetes encara lluny de la torre, noten uns senyals lluminosos sobre  la torre mateixa, als que respon un senyal anàleg des d'una torre més llunyana. Aquest insòlit salt cap enrere, juntament amb la salutació (fórmula d'obertura), ha suggerit algunes hipòtesis sobre una possible ruptura entre els cants anteriors i el  present.
En primer lloc cal assenyalar que no es coneix la datació exacta de la Divina Comèdia: la redacció de l'Infern se situa generalment entre els anys 1306 i 1309, tenint en compte els fets que es narren, les "profecies" de Dante i altres factors.
Giovanni Boccaccio fou el primer a assumir una data molt anterior almenys pels primers set cants de l'Infern, que ell situa prop de l'any 1301. Les proves en què es basa són bastant dèbils, però aquesta teoria sobre les dues fases de la composició del poema també han estat plantejades per alguns dantistes moderns, com G. Ferretti (I due tempi della composizione della Divina Commedia, Bari, 1935).
Aquestes pistes (proves, indicis) són, la manca de referències a l'exili de Dante (juny de 1301) en la profecia pronunciada per Ciacco, el lligam retrospectiu del vuitè cant, precisament, amb el marcat recomençament ("Continuant, diré ...") com si es tractés un treball interromput, i hi ha a més una maduració estilística general entre els primers cants i la part següent (explicable de totes maneres com una evolució natural de l'estil poètic progressiu que es produeix amb la creació del poema).

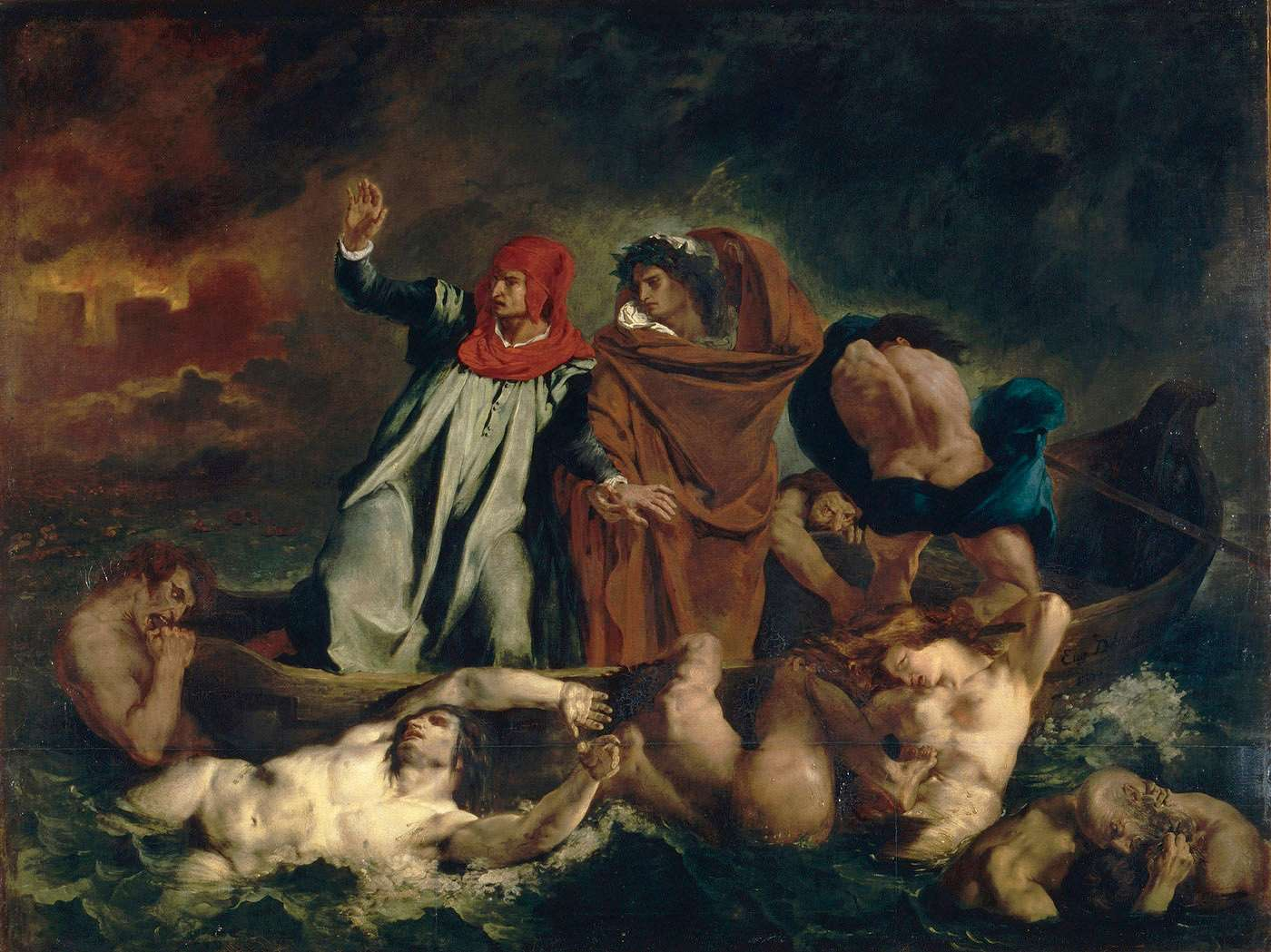
La barca de Dante d'Eugène Delacroix. El pas de la llacuna Estígia i els iracunds.

Boccaccio, en suport de la seva tesi, també il·lustra amb gran detall una anècdota, que avui es considera generalment una falsificació per part dels estudiosos. D'acord amb la seva reconstrucció cap a 1306 un parent del poeta rebuscant en un armari, va trobar accidentalment un "quadern" on estaven transcrits els primers set cants de l'Infern. Després de lliurar-lo a Dino Frescobaldi, poeta, al seu torn, aquest últim va quedar sorprès per la bellesa dels versos i envià el paquet al marquès Moroello Malaspina al Castell de Fosdinovo en Lunigiana, en el qual es trobava allotjat llavors el poeta exiliat.
El Marquès a continuació, afectat al seu torn, per la feina iniciada i abandonada, hauria convençut  al poeta per no deixar "sense un fi adequat un  tan alt principi." Segons Boccaccio, l'articulació entre les dues parts del treball seria reconeguda  pel "Continuant, diré...", encara que els estudis moderns han posat de manifest que aquesta forma és freqüent en els escrits de Dante, sobretot a principi de capítol (Vita Nuova VI, XI i XXIX, Convivio II-10, Monarquia I-15, II-3,..., etc.).

### El pas de la llacuna Estígia, Flegiàs - vv. 1 - 30
Mentre que els dos poetes s'estan acostant a la torre, Dante nota dos senyals lluminosos que surten des de la part superior de la torre, a les que responen alguns senyals similars, amb prou feines visibles en  una torre idèntica més llunyana. Demanant-ne el significat a Virgili, Dante rep com a resposta que aviat ho veurà per si mateix en el fum del pantà de la Estigia.
De fet, més ràpid que qualsevol fletxa, arriba una petita barca, amb un sol remer ("mariner"), que es presenta cridant als dos pelegrins (vv 13-18): "Or se' giunta, anima fella!" ("Ja has arribat, ànima abjecta!"). Al qual Virgili respon: "<<Flegiàs, Flegiàs>>, digué el meu amo, <<aquesta volta el teu crit cau en el buit: ens tindràs per passar el llot només.>>" .
Flegiàs és un personatge mitològic agafat de l'Eneida i de la Tebaida de Stazio, símbol de la ira violenta i el foc, de fet, segons el mite, va calar foc al temple d'Apol·lo a Delfos per prendre venjança del déu que havia seduït a la seva filla Coronis. Flegiàs també pot ser vist com un símbol d'irreverència cap a la divinitat. Les seves característiques no es descriuen i la seva funció queda silenciada.
Si sembla poc probable que sigui un barquer per als pecadors de pas als cercles inferiors, ja que les ànimes són enviades directament després del judici de Minos al cercle que els correspon, potser podria ser el que pren els iracunds i els llança al mig del pantà. En qualsevol cas, Dante només es preocupa d'esmentar la seva sobreexcitació, evidenciada en els seus crits tant a l'arribada dels dos poetes com en el moment del descens de la seva ràpida barca.
Dante no deixa d'assenyalar com la barca és inusualment carregada amb el pes del seu cos d'home viu, mentre que Flegiàs i Virgili junts ni tan sols l'enfonsen en l'aigua.

### Filippo Argenti - vv. 31-63
Durant la travessa un condemnat s'adreça a Dante. Els dos comencen una tibant discussió, emfatitzada per la repetició dels mateixos versos en l'estil d'asserció i rèplica (véns / vinc,no em quedaré/ t'has de quedar, qui ets/ sóc, plora / plor). Dante té una actitud molt desdenyosa en l'enfrontament amb el condemnat: és un clar exemple de què entén ell per "indignació", és a dir, ira justa contra el mal, en contraposició a la ira real (veritable) i pròpia dels condemnats.

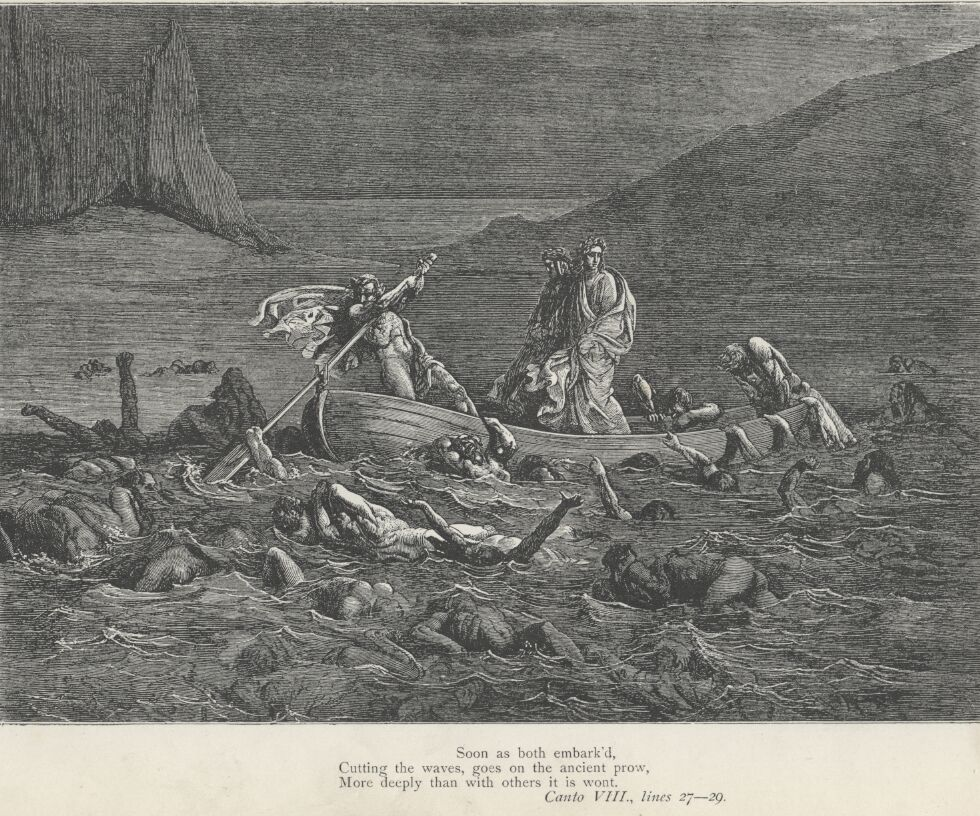
El pas de la Estígia segons Gustave Doré

El condemnat (del que encara no se n'ha pogut saber el nom) llavors s'agafa amb les mans a l'embarcació intentant de bolcar-la i és expulsat amb rapidesa per Virgili, que a continuació tranquil·litza a Dante abraçant-lo i besant-lo. En aquest punt hi ha un passatge que ha despertat perplexitat per la seva duresa fins i tot als comentaristes antics: Dante expressa el desig de veure com l'ànima que l'havia atacat  s'enfonsa al pantà abans d'acabar la travessa, i Virgili l'elogia pel seu desig de venjança i li assegura que aviat serà satisfet; De fet immediatament els altres condemnats s'aglomeren  tots contra aquella ànima cridant: "A Filippo Argenti!", el qual, boig de ràbia, no pot fer altra cosa que mossegar-se  amb les seves pròpies dents (només en aquest moment  es coneix el nom del personatge, quan és més  infamant).

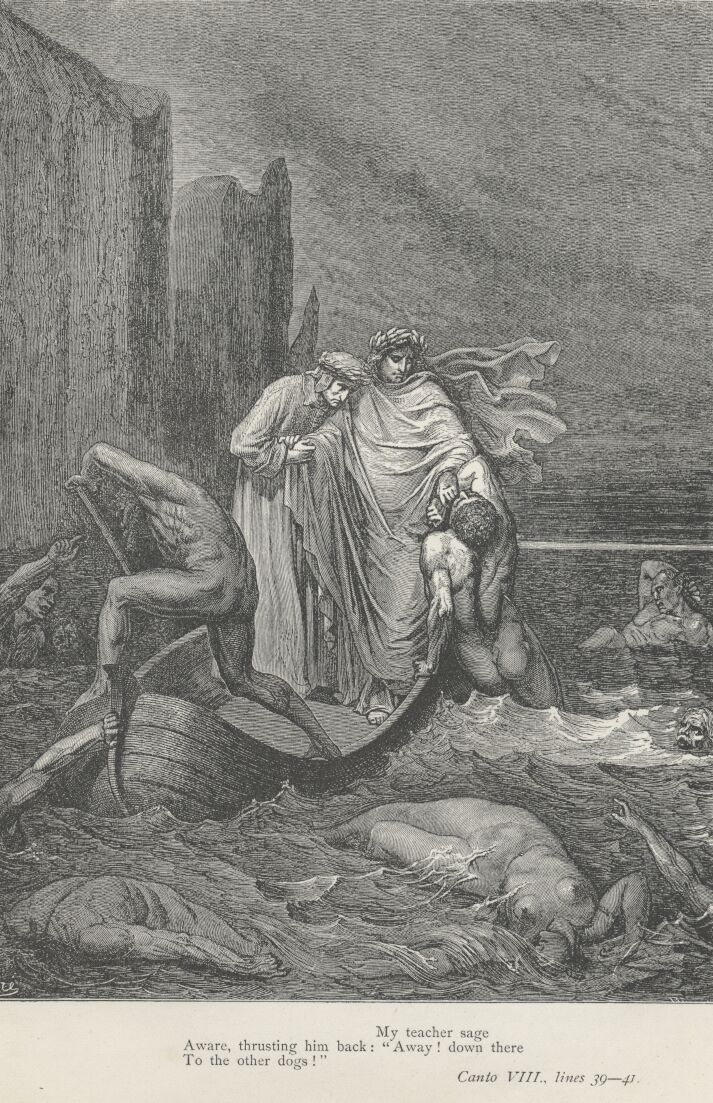
Filippo Argenti i Virgilio, il·lustració de Gustave Doré

Dante, a diferència dels altres condemnats trobats fins aquest moment vers els quals havia sentit indiferència o sentiments de pietat fins a les llàgrimes (Paolo i Francesca, Ciacco) que aquí manifesta per primer cop l'odi i la satisfacció per la mala sort d'altres, presentant un episodi amb trets excessius, gairebé brutals, davant l'ofensa de Filippo Argenti.
De fet, és a partir d'episodis com aquest que s'evidencia que Dante no idealitza la seva persona, sinó que fins i tot manifesta les pròpies mesquineses, les seves pors, les seves ràbies tan humanes, que donen a la Comèdia aquesta força vital que encara avui fa que sigui universalment agradable de llegir.
Dante serà cruel també amb Vanni Fucci (Inf. XXIV), amb Bocca degli Abati (Inf. XXXII), amb Fra Alberigo i  amb Branca d'Oria (Inf. XXXIII), però en cap altre cas com en aquest retrobarem l'aprovació clamorosa de Virgili, que en el poema simbolitza la raó, segellada fins i tot per l'únic petó de la Divina Comèdia.

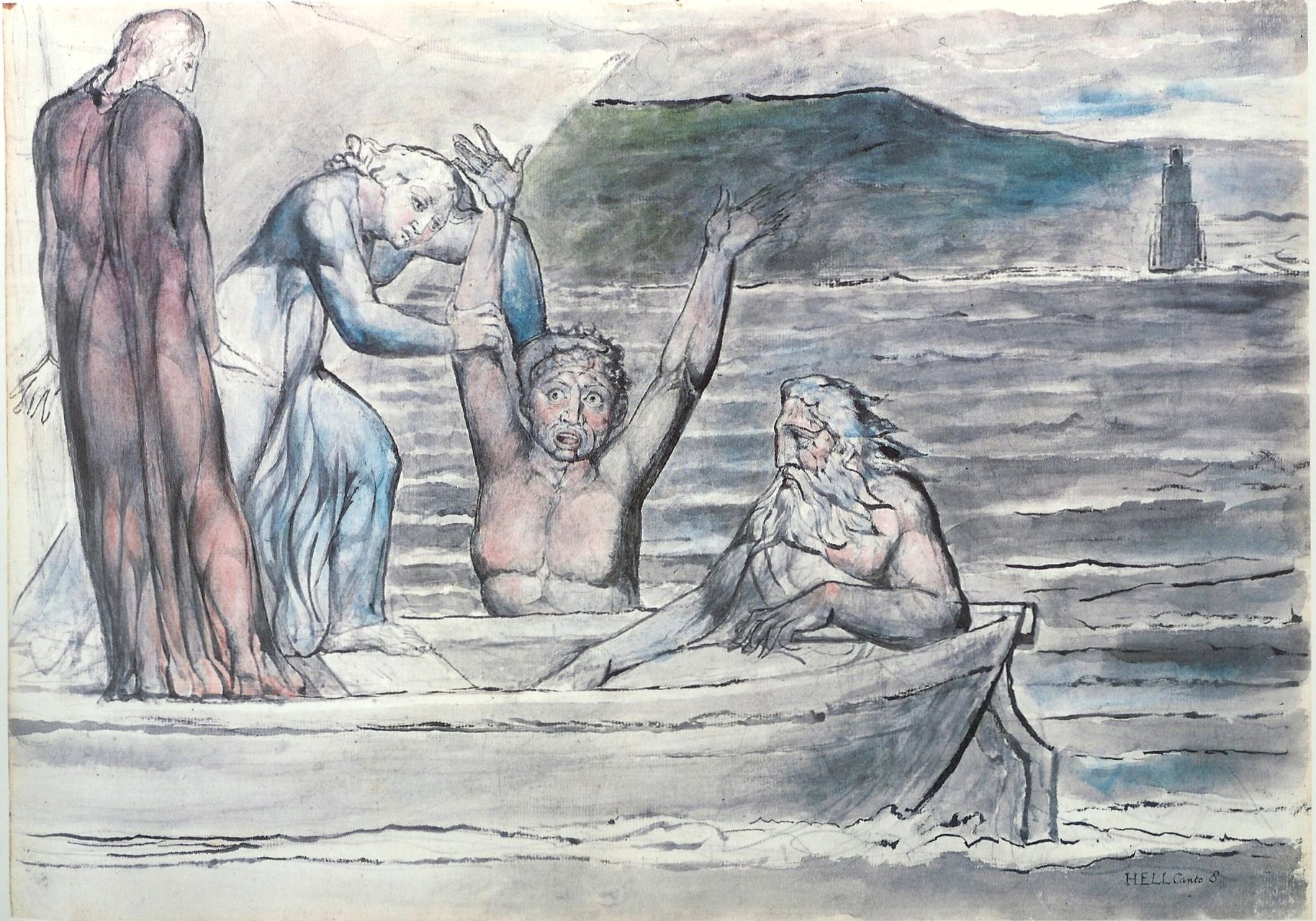
William Blake. Infern Cant VIII. Filippo Argenti es rebutjat per Virgili després de parlar amb Dante.

Hi ha una flagrant desproporció entre el pecat de l'Argenti en vida, o el seu comportament en l'Infern de Dante (bàsicament només una explosió d'ira d'un esperit que Dante mateix defineix com "extravagant" és a dir propens als atacs d'ira) i l'odi de Dante, amb un episodi que és descrit com amb la voluntat de perpetrar una ignomínia duradora. Lògicament, per tant, es va pensar que entre els dos personatges existiren fets personals de fricció o desavinença: els antics comentaristes també aporten fets dels quals no existeix documentació (com l'episodi d'una bufetada a Dante, o el fet que l'Argenti acostumés a cavalcar amb la punta dels peus apartada del cavall, havent colpejat una vegada al poeta a la cara, Dante el va denunciar i el va fer condemnar  pel poder judicial), mentre que l'odi cap a la família Adimari (a la qual pertanyia Fillippo Argenti) és també assenyalat en un passatge del Paradís, quan Cacciaguida els defineix com El prepotent llinatge que és un drac / perseguint el qui fuig" (cant 16é del Paradis, vv 115-116), és a dir, com la "familiota", que té la fúria pròpia dels dracs envers els que  estan en dificultats.
Per tant, estem davant d'un cas menor de la vida florentina, lligat als petits enuigs personals, les rivalitats i les arrogàncies. Sovint també s'indica com els Adimari es van esforçar perquè no fos revocat l'exili de Dante o la forma en què van expropiar alguns dels béns confiscats als Alighieri, notícies, però pobrament documentades, encara si no són de redacció posterior a la publicació de la Comèdia.
Una altra interpretació mantinguda per la majoria dels comentaristes més moderns, afirma que l'Argenti personifica aquell tipus de persona anomenada "el magnat no magnànim", dedicat a la violència, la ira i l'orgull. D'acord amb l'Ètica a Nicòmac d'Aristòtil hi ha dos tipus d'ira: La ira dolenta i la ira bona. Aquesta última és anomenada la mansuetud i, per tant, d'acord amb ella hom s'enfada amb aquelles persones contra les quals és lícit enfadar-se. La ira "bona" de Dante ha de ser vista no només contra Filippo sinó contra aquest tipus d'homes.

### Les parets de la ciutat de Dite - vv. 64-130
Dante no vol parlar més de l'Argenti i comença a veure les parets de la ciutat de Dite, i a escoltar els laments dels condemnats que hi estan tancats. Veu torres flamejants, que despunten dels murs com minarets ("mesquites", de l'espanyol "mazquit") i mentre, s'apropen al fossat que envolta les parets, on s'obre una porta protegida per una miríada de dimonis.

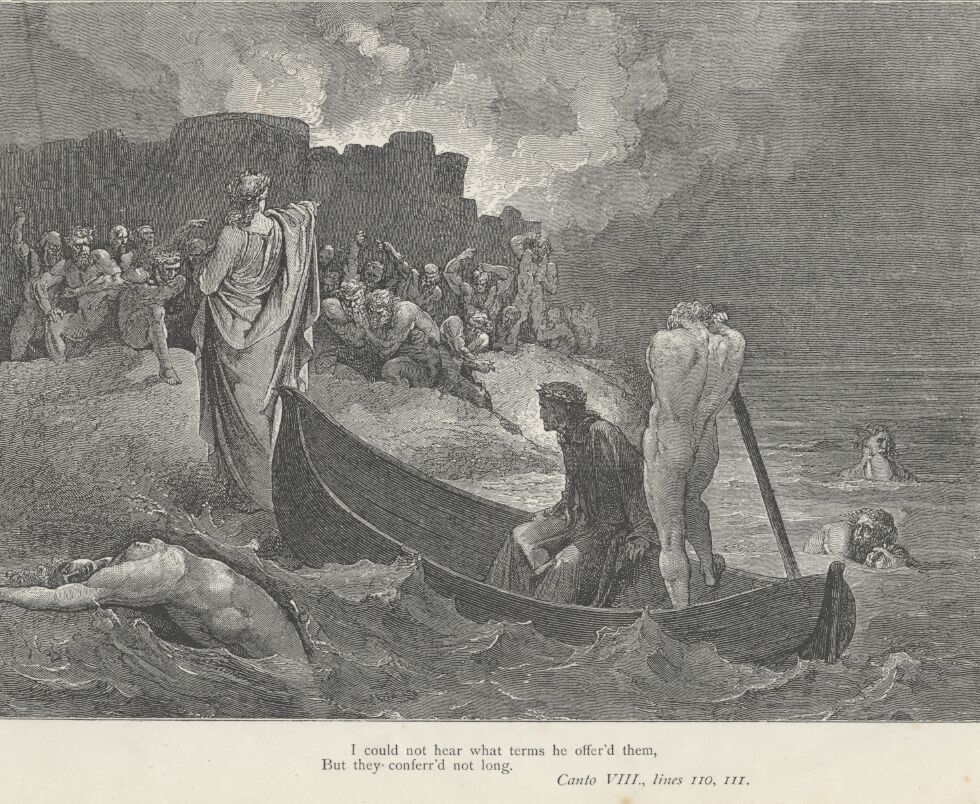
Desembarcament de Virgili i Dante davant dels murs de la ciutat de Dite, il·lustració de Gustave Doré

Els dimonis se sorprenen de veure una persona viva i Virgili demana de parlar amb ells en privat. Els diables responen que hi vagi, però demanen que Dante torni enrere a peu per si sol. Aquí Dante parla directament al lector per mostrar-li la seva por, però també inconscientment per tranquil·litzar-lo, ja que ara està escrivint el que va passar, i per tant, l'aventura devia acabar necessàriament amb la superació de l'obstacle. Dante implora  a Virgili que no l'abandoni, però el "Guia" el tranquil·litza i se'n va a parlar amb els diables.
Ells com a resposta li tanquen la porta de la "ciutat dels morts" a la cara, i Virgili torna cap on és Dante, enutjat, però li assegura una vegada més que la seva missió ha d'acomplir-se, i que és normal l'oposició dels diables: ells van negar l'entrada inclús a Crist quan va baixar a l'infern, i ell va haver de destruir la porta principal dels Inferns, aquella en què Dante havia llegit les paraules amenaçadores "deixeu tota esperança, els que hi entreu".
El cant s'atura, però l'escena té la seva continuació directa en el cant  següent, on a més dels diables, arriben les tres Fúries (Erínies) que venen a atacar als poetes per evitar el seu accés a la ciutat de Dite.